# Robert Ullathorne
Robert Ullathorne (Wakefield, 11 oktober 1971) is een Engels voormalig betaald voetballer die doorgaans als vleugelverdediger speelde.

## Biografie
Robert Ullathorne begon zijn loopbaan bij Norwich City in 1990 en speelde in Spanje voor Osasuna in de Segunda División (1996–1997). Hij was het meest bekend als linksback van Norwich en Leicester City in de Premier League, van 1992 tot 1995 en van 1997 tot 2000. Met Leicester trad Ullathorne een keer aan in de finale van de League Cup. In 1999 verloor hij met de club de finale tegen Tottenham Hotspur. Leicester verloor met 0–1, een laat doelpunt van Allan Nielsen. Een jaar later won de club wél de League Cup. Tweedeklasser Tranmere Rovers werd met 2–1 verslagen door twee doelpunten van aanvoerder Matt Elliott. Ullathorne speelde niet mee en werd ook uit de selectie gelaten door trainer-manager Martin O'Neill. Steve Guppy speelde op zijn positie. Hij was vanaf 2000 actief op het tweede niveau met Sheffield United. In 2004 tekende Ullathorne een contract bij Northampton Town, nadat hij even zonder club had gezeten. Hij beëindigde zijn loopbaan bij Notts County in 2006.

## Erelijst
| Competitie     |                |                |
| Competitie     | Aantal         | Jaren          |
| Leicester City | Leicester City | Leicester City |
| -------------- | -------------- | -------------- |
| League Cup     | 1×             | 1999/00        |